# Ski-Akademie Schladming
Die Ski-Akademie Schladming ist eine weiterführende Schule in der Steiermark, die eine sechsjährige Ausbildung für Leistungssport, eine fünfjährige Regelhandelsakademie mit Sportschwerpunkt sowie eine  Handelsschulausbildung via eines Externistenmodells anbietet.
Die im Schladminger Stadtteil Klaus gelegenen Schule gehört mit Stams (Tirol) und Saalfelden (Land Salzburg) zu den erfolgreichsten Sportschulen Österreichs.

## Organisation
Finanziert wird die Schule vom Bundesministerium für öffentliche Leistung und Sport, dem Bundesland Steiermark, der Landessportabteilung und der Stadtgemeinde Schladming.
Schulleiter ist Franz Schaffer. Der ehemalige nordische Leistungssportler Alois Stadlober ist Mitglied des Vorstandes. Schaffer und Andrea Koller sind zudem die beiden Geschäftsführer des Vereins der Ski-Akademie Schladming.
Die Ausbildung erfolgt in Zusammenarbeit mit den einzelnen Landesverbänden sowie mit dem Österreichischen Skiverband.

## Schulsystem
Die Ski-Akademie Schladming ermöglicht skifahrerisch besonders begabten Burschen und Mädchen (nordisch, alpin und Snowboard) durch eine spezifische Organisation des Unterrichts den Besuch einer der Lehrgänge. 
Es werden die Schultypen Handelsakademie für SkisportlerInnen (Dauer 6 Jahre), Skihandelsschule (Ausbildungsdauer 3 bis 4 Jahre) und HAK-Aufbaulehrgang (Dauer 3 Jahre bzw. 6 Semester) angeboten.

## Absolventen der Schule (Auswahl)
- Alpin: Vincent Kriechmayr, Karin Blaser, Michaela Dorfmeister, Christoph Dreier, Andrea Fischbacher, Renate Götschl, Selina Heregger, Michaela Kirchgasser, Klaus Kröll, Petra Kronberger, Hermann Maier, Ulrike Maier, Christian Mayer, Alexandra Meissnitzer, Fritz Strobl, Hannes Reichelt, Lea Sölkner, Michael Tritscher, Michael Walchhofer, Peter Wirnsberger
- Snowboard: Heidi Krings, Benjamin Karl, Romy Pletzer
- Biathlon: Wolfgang Rottmann
- Nordisch: Wolfgang Maier
- Andere Sportarten: Niko Pracher (Ygling-Segeln), Hans-Peter Steinacher (Tornado-Segeln)

## Bekannte Lehrer der Schule (Auswahl)
- Luca Tauschmann[1]